# Islas de Hanish
Las islas de Hanish (en árabe, جزر هانيش) son un conjunto de islas pertenecientes en su mayoría a Yemen, localizadas en el mar Rojo, cerca del estrecho Bab el-Mandeb que comunica con el golfo de Adén.
Está conformado por dos islas mayores: la más grande del grupo es la isla Zuqar (130 km²), la segunda en tamaño es la isla Hanish al Kabir (Gran Hanish; 116 km²), una más pequeña, Hânîsh al-Ṣaghīr (Pequeña Hanish), y numerosos islotes. Poseen clima árido y se encuentra a una distancia casi equidistante entre Yemen y Eritrea, aunque geográficamente pertenecen a Asia. Por su situación estratégica este último país invadió la isla Hânîsh al-Kabîr en diciembre de 1995, y reclamó la soberanía del resto del archipiélago, causando un incidente bélico, resuelto rápidamente y en donde los gobiernos yemení y eritreo decidieron después del cese de hostilidades llevar la disputa de las islas al arbitraje del Tribunal Internacional de Justicia de Naciones Unidas, que finalmente decidió que Yemen obtendría la soberanía sobre casi todo el archipiélago con excepción de unos pequeños islotes al sureste, que fueron reconocidos como parte de Eritrea.